# Кардиогени шок
Кардиогени шок (КШ) настаје услијед акутног попуштања срца, које се карактерише малим систолним волуменом крви (количина крви коју срце избаци у току једне систоле) и немогућношћу постизања задовољавајућег минутног волумена срца (производ систолног волумена и срчане фреквенције).

## Етиологија
Стања и болести које могу довести до развоја кардиогеног шока са оштећењем контрактилности лијеве и/или десне коморе су: инфаркт миокарда, кардиомиопатија, хипоксија, ацидоза, предозирање бета-блокаторима, антиаритмици, антагонисти калцијумових канала. Такође, аритмије (тахиаритмија и брадиаритмија), затим акутна инсуфицијенција аортног и митралног залиска, руптура међукоморског септума и папиларних мишића, контузија срца могу довести до наглог развоја кардиогеног шока.

## Патофизиологија
Патофизиолошки механизми у КШ међусобно су повезани и чине  компликован  зачарани круг или циркулус вициозус. Ако се каопример узме  исхемију или инфаркт који доводе до ејекционе дисфункције и пада минутног волумена срца настаје даљи пада крвног притиска -ТА (ТА = МВ х СВР) а пад ТА до хипоперфузије. Хипоперфузија срца доводи до пада систолних функција. Због умањења систолних функције долази до пораста дијастолног притиска (раст PCW) који води диастолној дисфункцији. Све ово даље води ка све већој хипоперфузији  миокарда и других ткива и порасту инфламаторних фактора и лактичне  ацидозе, тако да је ток сличан хиповолемијском облику шока.
Фактори ризика
Најчешћи фактори ризика за појаву КШ су следећи: 
- акутни инфаркт миокарда или раније прележан ИМ
- старост, женски пол,
- шећерна болест

## Знаци и симптоми
Знаци и симптоми кардиогеног шока поред општих горенаведених су: 
- хипотензија као посљедица отказивања срчане пумпе и смањене систолне функције,
- конгенстија плућне циркулације са развојем плућног едема услед дијастолног оптерећења срца (инсуфицијенција лијеве коморе), проширене југуларне вене на врату (инсуфицијенција десне коморе).

## Дијагноза
Диференцијално дијагностички у односу на хиповолемијски и дистрибутивни шок, код кардиогеног шока инспекцијом се виде проширене југуларне вене на врату, повишени централни венски притисак (утврђен PCWP (енгл. Pulmonary Capillary Wedge Pressure) катетером који је примењен у плућној артерији у сврху мерења притиска у њој) док су код хиповолемијског шока вене на врату колабиране а централни венски притисак и PCWP су снижени. Разликовање кардиогеног шока од обструктивног шока је теже а и симптоматика је слична, те се не ретко емболија плућа и тампонада срца приписују кардиогеном шоку.
Ехокардиограм
Ехокардиограм са доплером је обавезан у КШ. Овај преглед може показати.
- хипокинезије, акинезије и дискинезије срчаног зида,
- евентуално постојање руптуре зида срца или септума (преграде),
- присуство слободне течности у срчаној кеси (перикарду).

Дисекције аорте као и валвуларни поремећаји се обично лако визуализују приликом ехо прегледа. Мерење хемодинамских параметара током прегледа олакшава дијагностику и давање прогнозе КШ.

## Терапија
Каузална (потпорна) терапија
Терапија кардиогеног шока треба да је по могућности каузална. Ако се ради о акутном инфаркту миокарда врши се лиза тромба фибринолитицима (стрептокиназа, алтеплаза), код предозирања блокаторима калцијевих канала примењује се калцијум, код аритмија примјена одговарајућих антиаритмика.
Да би се постигла нормална респираторна функција укључује се кисеоник (4-8 l) или врши ендотрахеална интубација са механичком вентилацијом или без ње.
Код декомпензованог шока (ТА систолни < 90 mmHg) примењује се у инфузији допамин 2-10 µg/kg/min, а ако је потребно адреналин. Ако се ради о компензованом шоку (ТА систолни ≥90 mmHg) апликује се у инфузији допамин и/или добутамин по 2-10 µg/kg/min. или у комбинацији. Ако је индиковано може се дати милринон (амп. 10mg/10 ml; дериват бипиридина који селективно инхибира изоензим III фосфодиестеразе мишићних ћелија срца и његових крвних судова што доводи до пораста количине интрацелуларног цАМП-а који утиче на размјену јона калцијума). Милринон појачава снагу срчаног мишића са мањим повећањем фреквенције срца него што је то случај код примјене допамина.
Код плућне конгестије и волумног оптерећења срца у компензованом шоку потребно је растеретити срце диуретицима (нпр. фуросемид 10-80 mg и. в.) и вазодилататорима који прије свега дилатирају вене-прелоад и на тај начин смањују количину крви која доспијева у плућну циркулацију и срце које се тиме мање оптерећује (нпр. нитроглицерин 0,3-3 µg/kg/min интра венозна инфузија). Вазодилататори се комбинују са катехоламинима (допамин, добутамин, адреналин) што је пожељно и логично.
Треба бити обазрив код декомпензованог шока, у постављању индикација за апликацију лијекова који имају или могу имати вазодилататорна својства, као што су аналгетици и седативи.
Реваскуларизација срчаног мишића
Примена класичне потпорне терапије, укључујући допамин, инхибиторе добутамина и фосфодиестеразе, као и савремена тромболитичка терапија нису значајно утицали на смањење смртности код ових пацијената. Са друге стране, више мањих рандомизованих студија указало је повољнији ефекат интрааортне балон пумпе и ране реваскуларизације инфаркта миокарда код ових пацијената.
На основу резултата  рандомизованих студија ACC/AHA комитет за лечење акутнок инфаркта миокарда у својим последњим препорукама сматра рану реваскуларизацији срчаног мишића терапијом избора код болесника са акутним инфарктом миокарда и кардиогеним шоком,. због акутнер дисфункције леве срчане коморе.